# 정보보호전문가
정보보호전문가(情報保護專門家, Specialist for Information Security)는 IT 기술 각 분야를 외부 위협으로부터 보호하는 전문가, 또는 그와 관련한 자격증 취득자를 가리킨다.

## 보호 분야
- 네트워크 - 보안 관제
- 서버 - 서버 보안
- 데이터베이스 - DB 보안 전문가
- 운영 체제 - 바이러스 예방, 포렌식(Forensic)
- 소프트웨어 - 역분석 전문가(Reverse Engineer), 보안 솔루션 개발자
- 월드 와이드 웹(WWW) - PT 전문가
- 분야별 정보보안 전문가가 필요로 하는 기술과 길라잡이